# Осирион

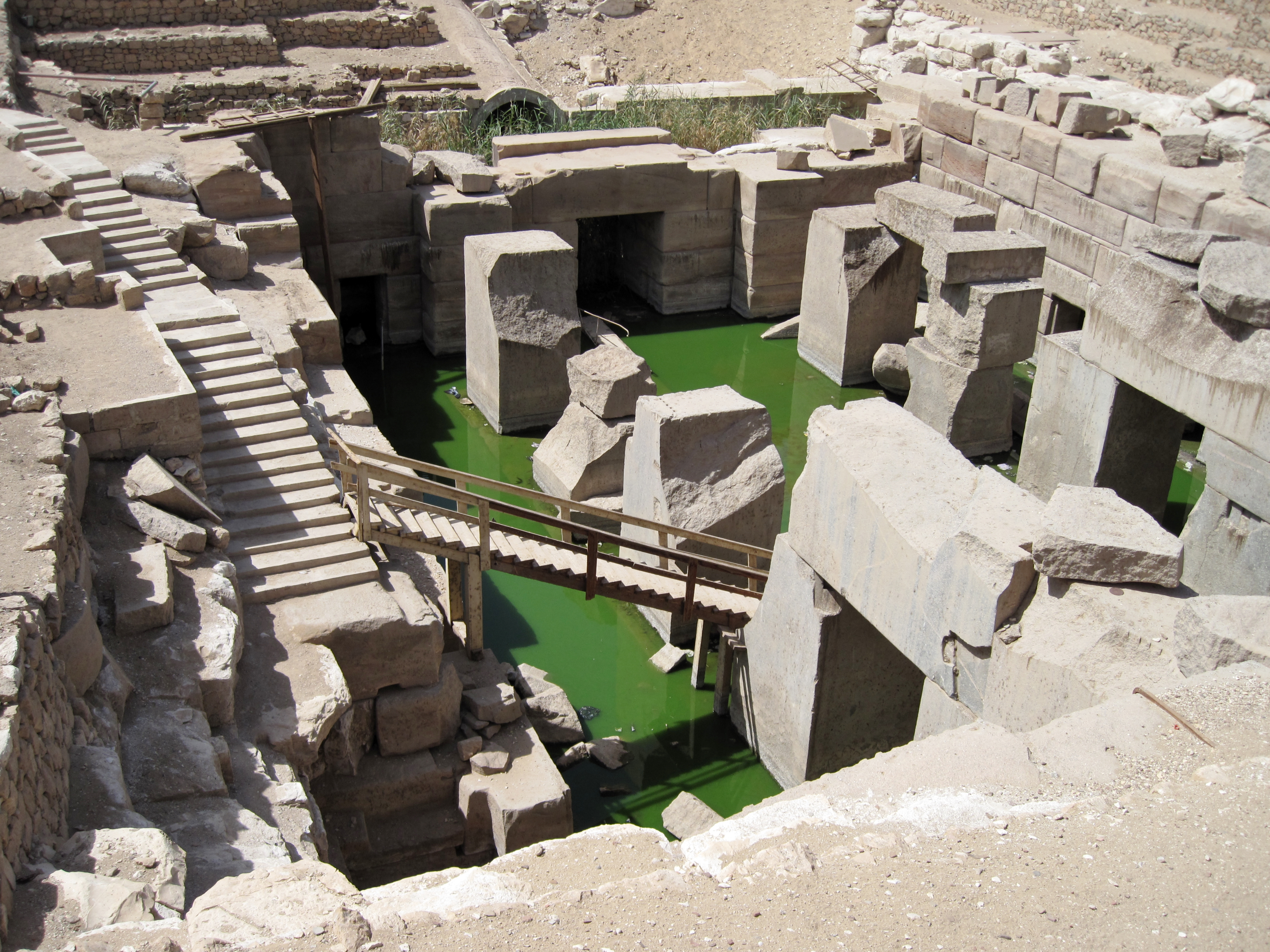
Руины Осириона, затопленные водой.

Осирион (егип. 3ḫ-mn-m3ˁ.t-Rˁ-n-Wsjr «Процветающий Сети для Осириса») — сооружение из гигантских монолитов, мегалитическая постройка на 8—17 метров ниже уровня храма, примыкающая к западной стене храма Сети I в Абидосе. Он является как будто неотъемлемой частью погребального комплекса Сети I, но по своему стилю совершенно не похож на окружающие постройки XVIII династии.

## История
Осирион обнаружен археологами Флиндерсом Питри и Маргарет Мюррей, которые вели раскопки на этом месте в 1902—1903 годах. От песка Осирион расчищен только в 1914 году, так как уровень пола Осириона расположен примерно на 8 метров ниже уровня храма Сети. Профессор Нэвилл из Исследовательского фонда Египта, расчистивший этот комплекс, считал, что Осирион является одной из самых древних построек Египта. Но после того как в 1920-е годы на его стенах обнаружили несколько надписей от имени Сети I, это здание было объявлено постройкой данного фараона.
До сих пор существуют разногласия по поводу того, кто именно построил Осирион и каков его возраст. Неизвестно по какой причине он находится на несколько метров ниже близ лежащих построек Сети I. Осирион воздвигнут в технике так называемой мегалитической кладки. Всё здание сложено из громадных монолитных блоков гранита. Камень тщательно обработан, блоки пригнаны друг к другу без малейшего зазора. Подобная техника строительства не имеет ничего общего с той, которая использовалась при возведении заупокойного храма Сети I.
Из-за того, что Осирион естественным образом заполняется водой, это делает невозможным создание барельефов на поверхности его стен.

## Описание

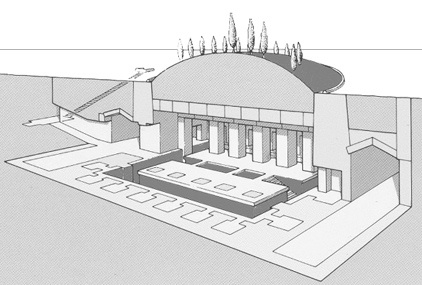
Схематическое изображение Осириона в Абидосе

Первоначально Осирион был покрыт курганом, окружённым рядами деревьев. Вход располагался в западной стороне сооружения. Оттуда длинный коридор, спускавшийся вниз, вёл на юго-восток в прямоугольную камеру с небольшим помещением за ней. На стенах были нанесены изображения «Книги пещер» с северо-восточной стороны и «Книги врат» на противоположной стене. Оба памятника описывают ночное путешествие древнеегипетского бога солнца Ра через подземный мир. В период правления Мернептаха в южном конце коридора картины стали изображаться в виде барельефов.
Другие барельефы эпохи Мернептаха находятся также в прямоугольной камере, в примыкающем к ней помещении, в коридоре, ведущем к северо-востоку от камеры, на задней стене и архитравах поперечно расположенного зала перед главным залом, окружённым рвом. Коридор от входной камеры до первого храмового зала, как и уже описанный коридор, направлен вниз, так что подземный ров храма мог заполняться грунтовыми водами. В настоящее время весь пол храма Осириона находится под водой. Из первого зала, построенного из блоков красного гранита, ворота со сохранившейся до сих пор перемычкой вели в главный зал с большими пилонами, расположенными в два ряда по пять пилонов на искусственном острове, окружённым водой. Таким образом, Осирион имел обычное, соответствующее «Книге Храма», устройство египетских храмовых комплексов, каждый из которых включал священный курган.
От центра храма ступени вели на северо-восток и юго-запад вниз, в ров. Между ними на искусственном острове устроены два углубления, одно прямоугольное, другое квадратное. Возможно, они предназначались для саркофага и канопы. Во внешних стенах вокруг рва были устроены шестнадцать ниш, по шесть на длинных сторонах и по две у входа в зал и в стене напротив него. В центре последней низкая дверь вела в расположенный далее поперечный зал, не имевший других входов. Горельефы на потолках и стенах изображают «Книгу Нут» и «Книгу Ночи», обрамленные двумя изображениями богини неба, Нут. Дверь в этот последний зал настолько низкая, что полностью заливается водой в главном зале, возможно, так и было запланировано при строительстве рва, окружающего центральную часть храма.
Крыша Осириона в настоящее время сохранилась только в виде нескольких фрагментов, таким образом ранее[когда?] подземный храмовый комплекс хорошо просматривается сверху. Величественное монументальное здание демонстрирует значимость Осириса в Абидосе, который также считался одним из мест захоронения Осириса.

## Космологические изображения
На стены и потолок были нанесены космологические тексты из Книг Неба и обозначения созвездий ("деканов"). Северная, южная и восточная стены настолько разрушены, что чтение более невозможно. На западной стене до сих пор можно идентифицировать фрагменты Книги земли. Потолок охватывает зал для саркофага на западе и зал для бальзамирования на востоке. На его западной половине изображена Книга Нут, в то время как на восточной половине представлена Книга Ночи.
В южном помещении у восточной, южной и западной стен установлено «Заклинание 12 саркофагов», являющееся 168-й главой Книги Мертвых. Сопровождающая виньетка показывает уже встречавшиеся в текстах пирамид три фазы бога солнца Ра. Уже в старейшем свидетельстве эпохи царствования Аменхотепа II «7 гробниц» более не доступны в виде текста. Только в Осирионе была предпринята попытка схематически восстановить гробницы как единое целое.

## История открытия
В 1902-1903 годы Флиндерс Питри передал своей жене Хильде руководство раскопками в Абидосе. В раскопках участвовала Маргарет Элис Мюррей, чьё знание религиозных текстов было важно для копирования, а также художница мисс Ф. Ханзард с навыками зарисовки рельефов. Эти три женщины взяли на себя все необходимые стороны работы. В прошлом сезоне Сент-Джордж Каулфильд (Элджернон Сент-Джордж Томас Каулфильд) частично раскопал длинный коридор внутри ограждающих стен. После того, как были удалены массы песка, открылась гигантская борозда, похожая на естественное ущелье. 
Устройство этого обширного гипогея позволяло с достаточной уверенностью предположить наличие ещё одного подземного сооружения под ним, хотя глубина, на которой оно должно было находиться, позволила бы откопать лишь незначительную его часть. Особенность пустыни состоит в том, что под слоем в 60-120 см нанесенного ветром песка находится твердый мергель. Эта порода твердая как скала. Древние строители использовали эту особенность, высекая коридоры и залы с крутыми, почти вертикальными стенами, а затем покрывая их большими каменными плитами в качестве крыши и заполняя углубление сверху песком. Таким образом всё сооружение оказывалось хорошо замаскировано и снаружи незаметно. Поэтому исследователям приходилось выкапывать пробные шахты внутри храмового ограждения, и все они без исключения показывали, что мергель был вырезан вертикально, чтобы внизу можно было строить. 

После трёх неудачных попыток, в ходе которых не было обнаружено ничего, кроме песка, на глубине пяти метров были найдены несколько крупных блоков из песчаника. Кроме того, Маргарет Элис Мюррей также обнаружила нечто похожее на дверь, за которой через несколько метров наткнулись на пол комнаты. После того, как был обнаружен картуш Мернептаха, всем стало ясно, что открыто сооружение, аналогов которому в Египте пока неизвестно. Впоследствии были обнаружены «Большой зал» и наклонный коридор. С тех пор Маргарет Мюррей считается «первооткрывателем Осириона». 
«Мы потратили три недели на то, чтобы найти место, где могла находиться крыша, и нас ввели в заблуждение прямоугольные повороты, которые, как нам показалось, образовывали к ней доступ. Теперь мы знаем, что эти «изгибы» были высечены в скале в качестве несущих конструкций для комнат и залов. Мы надеялись найти то место, где крыша до сих пор сохранилась. В течение нескольких дней я носила при себе свечи и спички, готовясь проскользнуть в проход, если он будет достаточно широкий - но они ни разу не понадобились. В ходе всех этих раскопок всё время происходило что-то неожиданное. Если мы предполагали найти коридор, мы находили комнаты и залы, если мы рассчитывали обнаружить полностью сохранившуюся крышу, крыша оказывалась полностью удалена, если предполагали найти захоронение, мы обнаруживали алтарное сооружение», – Margaret Alice Murray: The Osireion at Abydos.
Когда сезон раскопок подошёл к концу, они не могли продолжать исследования. К тому же Флиндерс Питри полагал, что у BSAE (British School or Archaeology in Egypt) недостаточно средств для столь масштабных работ, как удаление всей массы песка и камней до глубины около 40 футов (9,50 м) по всему сооружению. Поэтому он надеялся, что археологи под руководством Гастона Масперо согласятся откопать и сохранить этот уникальный гипогей Осириса как часть грандиозного храма, который уже был одной из главных достопримечательностей Египта. Однако ожидание продлилось до 1914 года, пока Эдуар Навилль не смог вновь произвести в этом месте раскопки для Общества исследования Египта, а в конечном счете до 1925 года, когда Генри Франкфорт раскопал «Осирион» в его нынешнем виде с применением парового двигателя.
«Я сумела скопировать лишь незначительную часть надписей, потому что, хотя мы расчистили коридор до основания, в течение двух дней сильный ветер вновь занёс его песком. Все раскопки были значительно задержаны интенсивными песчаными бурями, которые иногда приносили по полутонне песка и камней. Сидеть в яме под нерегулярным, но непрерывным огнем мелких камней, рискуя попасть под удар более крупного камня - опыт, который забавен только в воспоминаниях», - 
– Margaret Alice Murray: The Osireion at Abydos

Флиндерс Питри дал этому археологическому памятнику имя «Осирион».